# Frederick A. Conkling

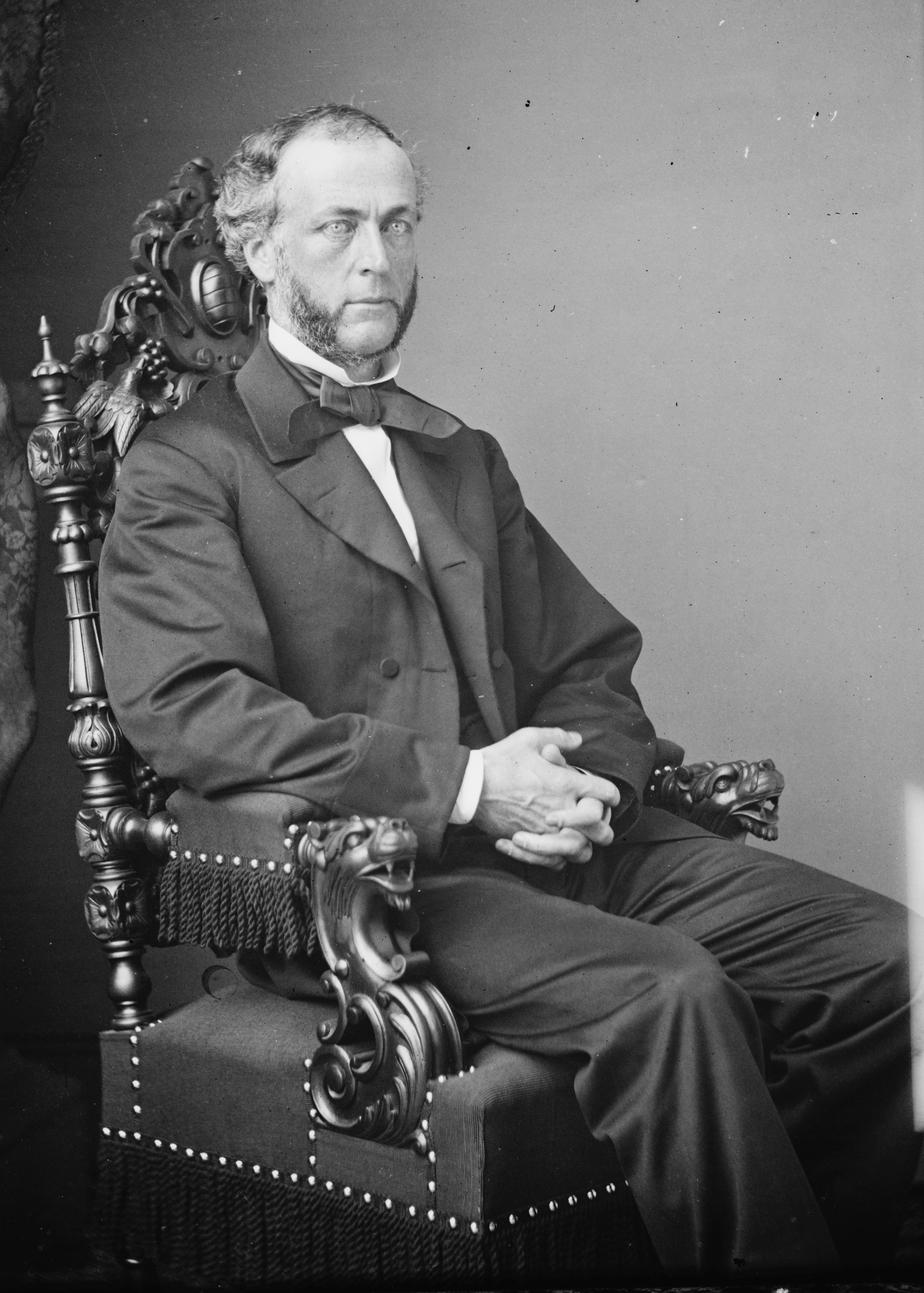
Frederick A. Conkling

Frederick Augustus Conkling, född 22 augusti 1816 i Canajoharie, New York, död 18 september 1891 i New York, var en amerikansk republikansk politiker. Han var son till ledamoten av USA:s representanthus Alfred Conkling och bror till Roscoe Conkling som satt i båda kammare av USA:s kongress.
Han studerade vid The Albany Academy. Han var ledamot av New York State Assembly, underhuset i delstatens lagstiftande församling, 1854, 1859 och 1860. Därefter var han ledamot av USA:s representanthus 1861-1863. Han förlorade sitt mandat i representanthuset i 1862 års kongressval. Även brodern Roscoe Conkling förlorade sitt mandat i representanthuset i samma års kongressval. Han deltog i amerikanska inbördeskriget och var därefter verksam som bankchef och chef för brandförsäkringsbolaget Aetna i Hartford.
Frederick A. Conkling var 1868 förlorande kandidat till borgmästare i New York. Han skrev flera pamfletter om politik, handel och vetenskap.